# Saint-Hilaire-Cusson-la-Valmitte
 Saint-Hilaire-Cusson-la-Valmitte  es una población y comuna francesa, situada en la región de Ródano-Alpes, departamento de Loira, en el distrito de Montbrison y cantón de Saint-Bonnet-le-Château.

## Demografía
| 448 | 413 | 352 | 310 | 248 | 259 |
| Para los censos de 1962 a 1999 la población legal corresponde a la población sin duplicidades (Fuente: INSEE [Consultar]) |     |     |     |     |     |